# Cyrtarachne lepida
Cyrtarachne lepida là một loài nhện trong họ Araneidae.
Loài này thuộc chi Cyrtarachne. Cyrtarachne lepida được Tord Tamerlan Teodor Thorell miêu tả năm 1890.